# Bastanius foordi
Espèce
Synonymes
- Hersiliola foordi Marusik & Fet, 2009

Bastanius foordi est une espèce d'araignées aranéomorphes de la famille des Hersiliidae.

## Distribution
Cette espèce est endémique de la province de Fars en Iran,.

## Description
Les femelles mesurent entre 5,01 et 5,75 mm

## Étymologie
Cette espèce est nommée en l'honneur de l'arachnologiste sud-africain Stefan Hendrik Foord.

## Publication originale
- Marusik & Fet, 2009 : A survey of east Palearctic Hersiliola Thorell, 1870 (Araneae, Hersiliidae), with a description of three new genera. ZooKeys, no 16, p. 75-114 (texte intégral).